# انتای (واشینگتن)
انتای (به انگلیسی: Enetai) یک منطقهٔ مسکونی در ایالات متحده آمریکا است که در واشینگتن واقع شده‌است. انتای ۲٬۲۸۶ نفر جمعیت دارد و ۷۴ متر بالاتر از سطح دریا واقع شده‌است.